# Węgorzyca
Węgorzyca (Zoarces viviparus) – gatunek ryby okoniokształtnej z rodziny węgorzycowatych (Zoarcidae).

## Zasięg występowania
Zasiedla wody północno-wschodniego Atlantyku. Żyje w płytkich wodach przybrzeżnych do głębokości 40 m, a także w słonawych ujściach rzek, na mulistym dnie wśród glonów i zarośli.

## Charakterystyka
Ryba drapieżna, żywi się głównie wieloszczetami, mięczakami, skorupiakami i małymi rybami. Nadaje się do spożycia, ale ze względu na zielonkawe mięso nie ma dużego znaczenia w przemyśle spożywczym.
Dorasta do 50 cm długości.

## Rozmnażanie
Jest to jedyna ryba żyworodna w Morzu Bałtyckim.